# Ordnance QF 18 pounder
Le canon Ordnance QF 18 pounder, ou simplement 18-pounder ou 18-pdr, fut le principal canon de campagne britannique de l'époque de la Première Guerre mondiale. Il forma l'épine dorsale de la Royal Field Artillery (en) durant la guerre et fut produit en grandes quantités. Il fut utilisé par les troupes britanniques et celles du Commonwealth sur les principaux théâtres d'opération et par les troupes britanniques en Russie en 1919. Son calibre (84 mm) et le poids de son obus étaient supérieurs à ceux des canons de campagne équivalents en service dans les armées françaises (75 mm) et allemandes (77 mm). Jusqu'à la mécanisation des années 1930, il était généralement tiré par des chevaux.
Les premières versions furent mises en service en 1904 et les dernières restèrent en service dans les forces britanniques jusqu'au début de 1942. Durant l'entre-deux-guerres, le 18-pounder servit de base aux premières versions de l'excellent canon Ordnance QF 25 pounder, arme principale de l'artillerie britannique pendant et après la Seconde Guerre mondiale, un peu comme le 18-pounder l'avait été pendant la Première. Les États-Unis en firent aussi un dérivé adapté aux obus de 75 mm, le canon de 75 mm Mod 1917.

## Histoire
Au cours de la seconde guerre des Boers, le gouvernement britannique se rendit compte que son artillerie de campagne était surpassée par les canons « à tir rapide » plus modernes des autres grandes puissances, et songea à remplacer son canon de campagne, l'Ordnance BL 15 pounder (en) de 76,2 mm. En 1900, le général Henry Brackenbury, directeur-général du matériel militaire, envoya des officiers visiter des fabricants de canons européens. Chez Rheinische Metallwaren und Machinenfabrik à Düsseldorf, ils découvrirent un canon à tir rapide créé par Heinrich Ehrhardt dont le mécanisme absorbait totalement le recul. 108 canons et des pièces détachées furent achetés en secret et entrèrent en service sous le nom d'Ordnance QF 15 pounder (en) en juin 1901.
À la même époque, le gouvernement britannique ordonna au field marshal Frederick Roberts, commandant en chef en Afrique du Sud, d'envoyer en Grande-Bretagne des commandants de brigades d'artillerie et des chefs de batterie « sélectionnés pour leur qualité et leur expérience » pour former un Comité d'équipement. Ce comité fut présidé par le général George Marshall, qui avait été commandant d'artillerie en Afrique du Sud. Il débuta ses travaux en janvier 1901 avec un large domaine d'études allant des canons tractés par des chevaux et des canons de campagnes lourds jusqu'à la conception des harnais et même des jumelles. Ils établirent rapidement les « conditions à remplir par les nouveaux équipements proposés », les plus importantes étant « le poids derrière l'équipe », puis les caractéristiques balistiques, la cadence de tir, le poids de l'obus, l'existence d'un bouclier et le nombre de munitions transportées.
Les fabricants d'armes britanniques furent invités à faire des propositions. Parmi celles-ci, cinq pour le canon tracté et trois pour le canon de campagne furent sélectionnées, et leurs auteurs invités à soumettre un « spécimen ». Ceux-ci furent testés en 1902, mais aucun ne fut jugé bon pour le service, bien qu'ils eussent tous certaines qualités. Les fabricants furent invités à se réunir et acceptèrent de collaborer pour produire un modèle composite. Celui-ci utilisa le canon d'Armstrong Whitworth, le mécanisme de recul de Vickers et les systèmes de visée, de hausse et d'approvisionnement de Royal Ordnance Factory. Une taille de roue réduite de 1,5 m à 1,42 m fut aussi acceptée (c'était une des questions que le Comité d'équipement avait eu à examiner), ce qui réduisait le poids. Quatre batteries d'artillerie équipées de ce modèle prirent part à des essais en 1903, et le nouveau 18-pounder fut accepté.
Le 18-pounder fut utilisé sur tous les fronts de la Première Guerre mondiale. Il resta en service durant l'entre-deux-guerres. À partir de 1938, les affûts Marks IV et V furent réutilisés pour les premiers Ordnance QF 25 pounder (Ordnance, Quick Firing 25 pounder Mark I on Carriage 18-pr Mark IV et Ordnance, Quick Firing 25 pounder Mark I on Carriage 18-pr Mark V). Des 18-pounder furent utilisés par le Corps expéditionnaire britannique en France au début de la Seconde Guerre mondiale ainsi que sur d'autres théâtres d'opération, pour l'entraînement et pour la défense côtière.

## Description

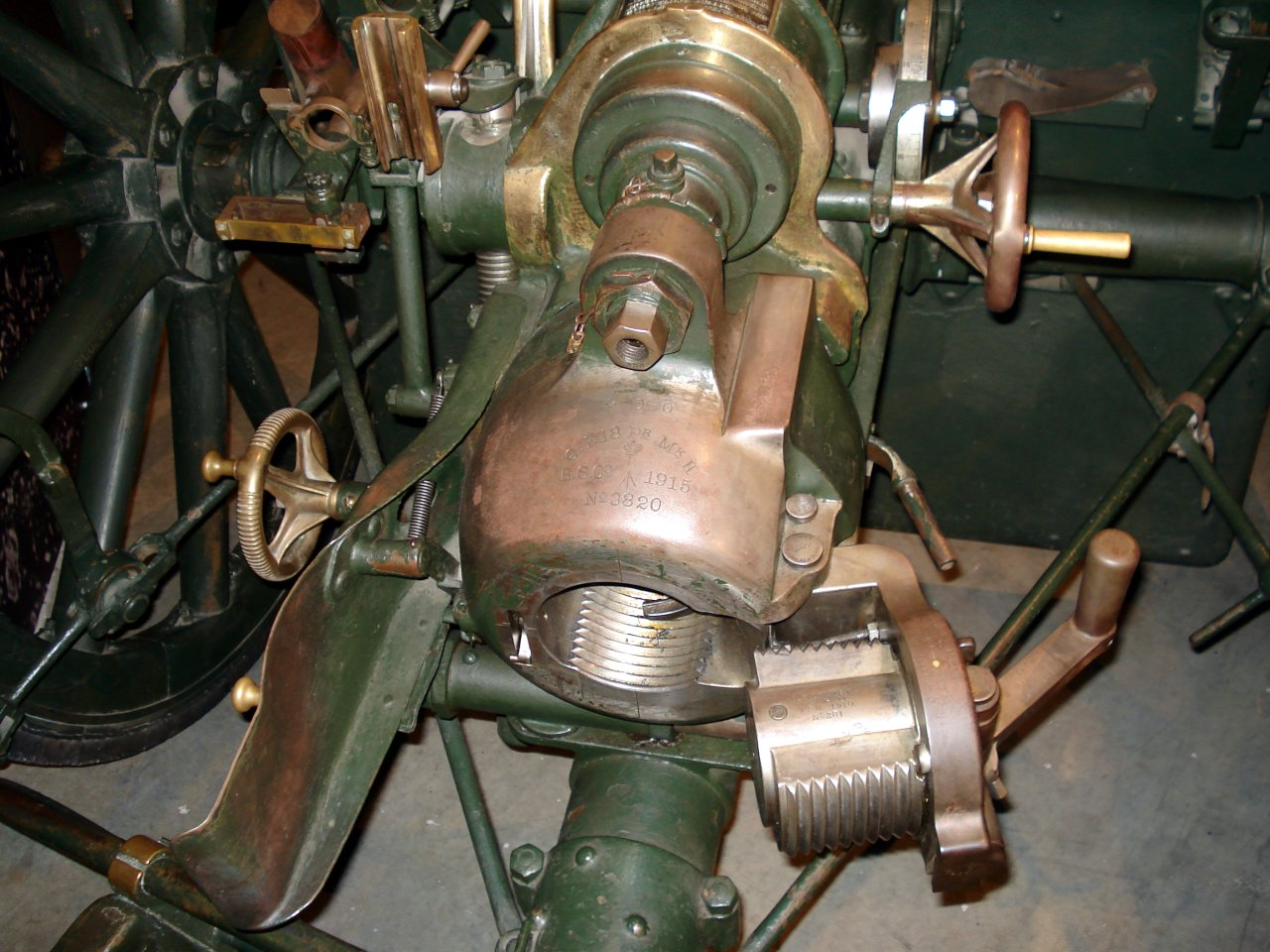
Mécanisme de culasse du 18-pdr Mk II.

Le 18-pounder est un canon de campagne à tir rapide destiné à être tracté par six chevaux derrière son caisson. Le tube d'origine était en acier-nickel entrelacé avec une culasse à vis et un extracteur de douille. Il tirait un ensemble obus + charge connu sous le nom de quick-firing (tir rapide) dans la terminologie britannique (d'où l'acronyme QF). La partie inférieure de l'affût comprenait une seule poutre d'acier creuse fixée au centre de l'axe des roues. La visée latérale se trouvait à gauche et la hausse à droite. Le recul était absorbé par un amortisseur hydraulique avec des ressorts télescopiques qui ramenaient le tube en position de tir.

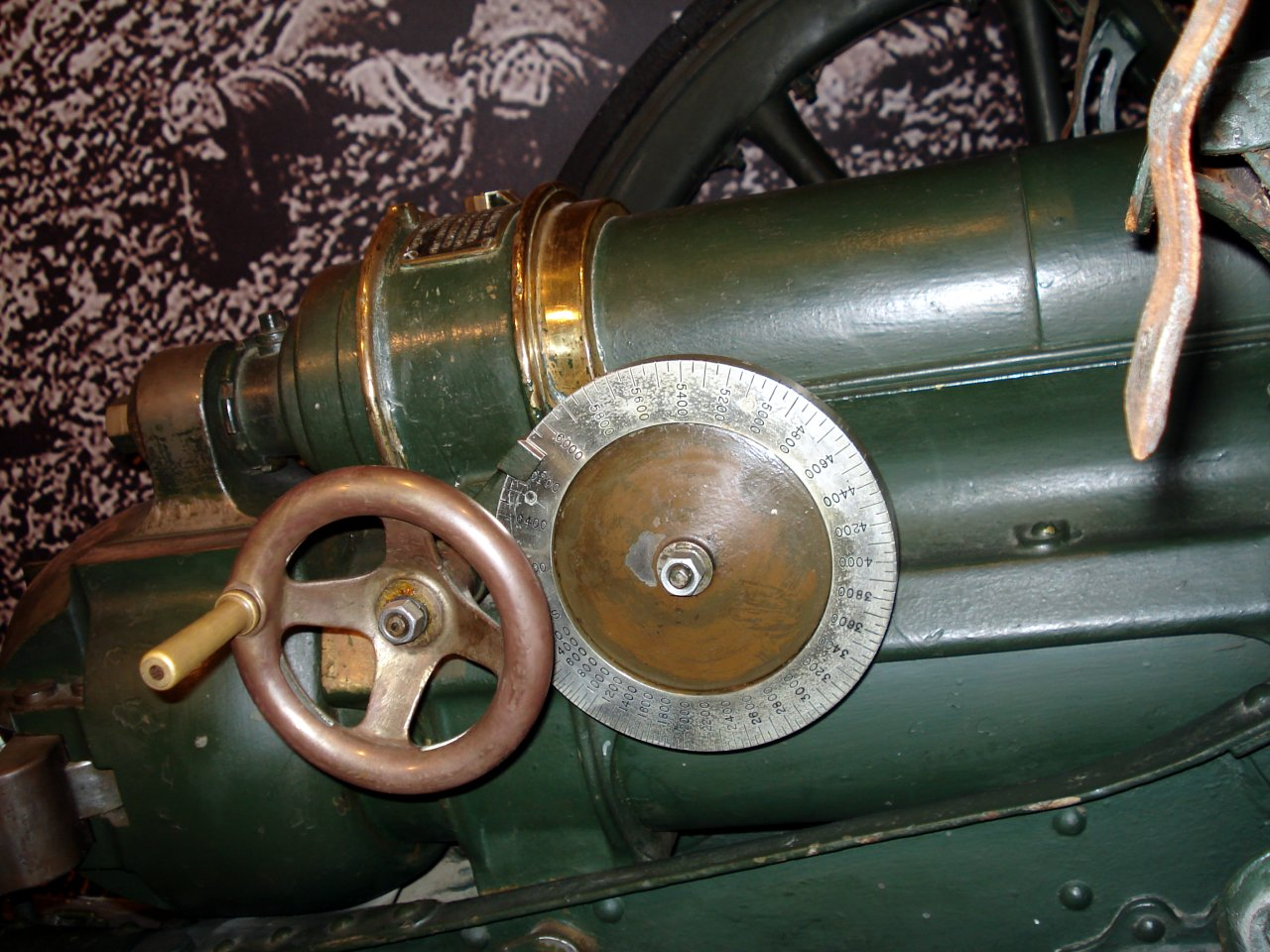
Indicateur de portée.

Les conditions posées par le Comité d'équipement demandaient une visée tangentielle (pour le tir direct), avec l'option d'un télescope. Cependant le 18-pounder entra en service avec une barre oscillante et la possibilité d'un télescope à gauche et une échelle de distance (en yards) à droite. Cet arrangement comprenait aussi une visée indépendante, ce qui signifie que celle-ci pouvait rester fixée sur la cible tandis que le tube était élevé ou abaissé. Un clinomètre était destiné au tir indirect. 
En 1906 fut adopté un goniomètre de tir indirect, constitué d'une alidade montée sur une échelle circulaire graduée en degrés et montée sur le bouclier. En 1910, la Visée à cadran no 3, une version améliorée avec un télescope et un compas, remplaça le goniomètre. La barre oscillante et le télescope furent conservés pour le tir direct, comme l'échelle de distance de droite, en dépit de la présence d'un clinomètre dans le système de visée à cadran.
En 1910, après trois ans d'essais, la visée panoramique allemande Goertz fut sélectionnée sous le nom de Visée à cadran no 7. Comprenant à nouveau un clinomètre, elle remplaça la no 3. Cependant, des problèmes variés, notamment dus à son montage sur le bouclier, retardèrent son entrée en service jusqu'au début de 1914.
Élément inhabituel pour une pièce d'artillerie britannique du XXe siècle, le 18-pounder nécessita toujours deux hommes pour son pointage, la hausse (en yards) restant définie à droite.
Le Comité d'équipement avait aussi insisté sur de meilleures méthodes de détonation, importantes parce que jusque tard en 1914 on disposait seulement de munitions à fusée-détonateur chronométrique. Un mécanisme à main fut développé et au début 1914 un « indicateur de détonation » fut introduit, convertissant la portée en réglage de mise à feu.

### Mk I sur affût Mk I

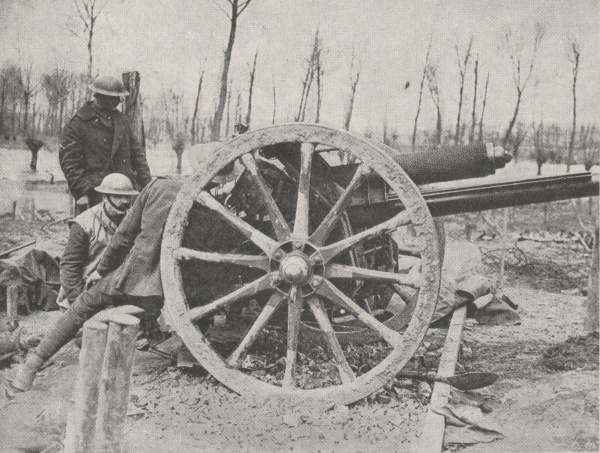
Mk II sur affût Mk I (avant 1916).
Le récupérateur court de l'affût Mk I au-dessus du tube est entouré d'une épaisse corde pour sa protection.

L'Ordnance Quick Firing 18-pounder Mark I d'origine avait un canon entrelacé, plus léger, plus solide et moins cher à fabriquer qu'un canon à tubes concentriques. Le canon Mk I et l'affût Mk I entrèrent en service le 30 juin 1904.
L'étroite poutre centrale des affûts Mk I et Mk II était adaptée à la traction équine, mais gênait le mouvement de la culasse vers le bas, ce qui limitait la hausse maximale à 16° et la portée à 5 966 m en service normal. Celle-ci pouvait être portée à 7 132 m en enterrant l'extrémité de la poutre pour augmenter la hausse.
La silhouette du 18-pdr se distinguait de celle de l'Ordnance QF 13 pounder du Royal Horse Artillery par son canon nettement plus long, et aussi plus long que son mécanisme de recul (ou récupérateur).

### Mk II sur affût Mk I
Le canon d'origine fut remplacé en production dès 1906 par le Mark II « rationalisé » pour plus de facilité de réalésage, en remplaçant le canon entrelacé par un cylindre garni d'une chemise intérieure.
Les Mark I et II restèrent en usage après la Première Guerre mondiale, certains participant même aux combats de la Seconde Guerre Mondiale en Extrême-Orient.

### Mk II sur affût anti-aérien

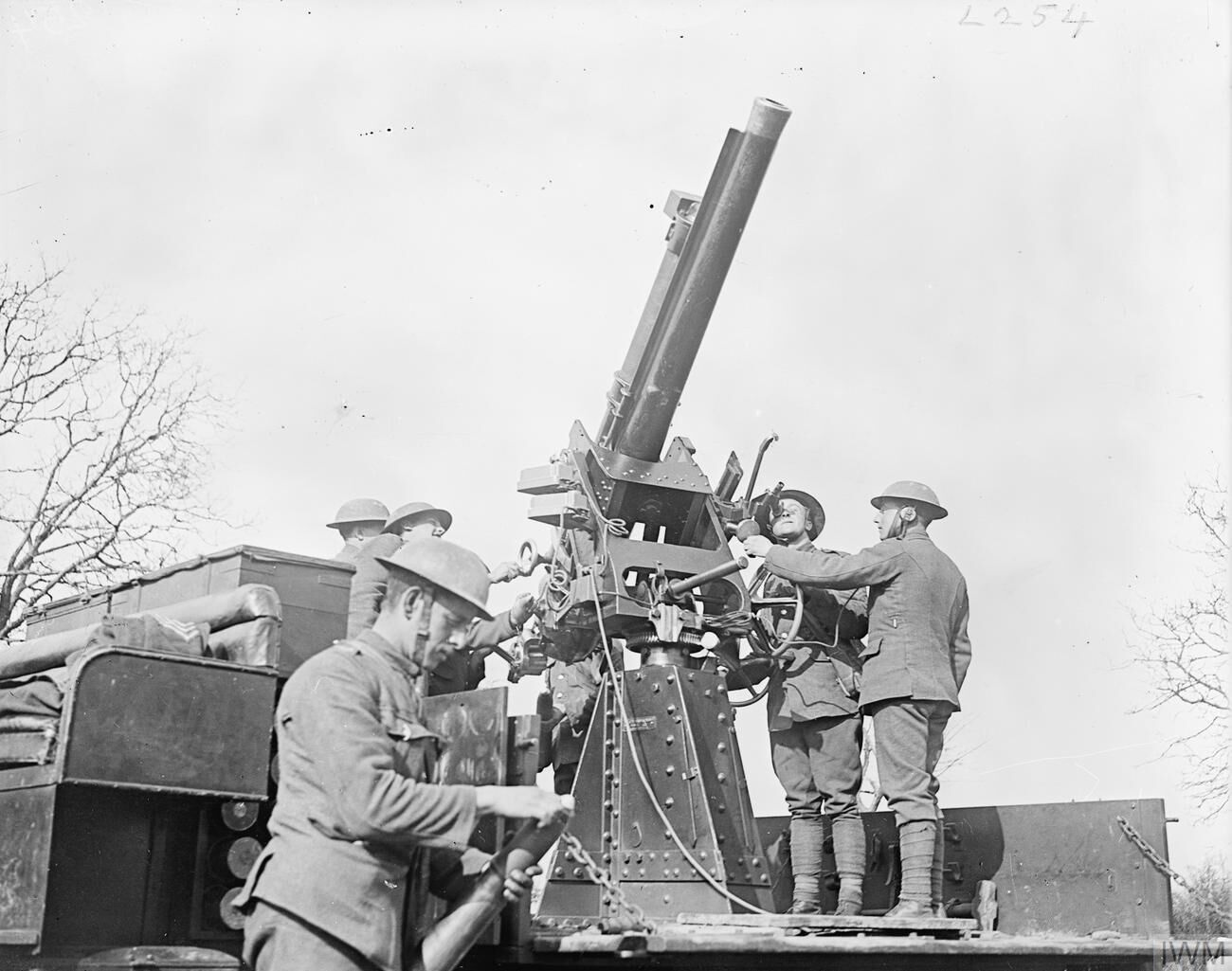
Un QF 13 pounder 9 cwt à Cambrai, le 13 mars 1918.

Début 1915, un certain nombre de 18-pounder furent montés sur un affût élevé, avec un second récupérateur et un système pour retenir les cartouches à un angle élevé, dans l'espoir de créer un canon antiaérien fonctionnel. La faible vélocité initiale des projectiles et les caractéristiques balistiques insatisfaisantes de ses shrapnels à des angles élevés le rendirent peu efficace dans ce rôle. Cependant, la réduction de son diamètre à 76 mm et l'association de la cartouche du 18-pdr avec l'obus du 13-pdr donnèrent naissance au canon antiaérien QF 13 pounder 9 cwt (en), qui disposait de la vitesse initiale nécessaire.
Les premières versions du 18-pounder antiaérien restèrent en service, cantonnées apparemment à la seule défense de la Grande-Bretagne. 35 y étaient en service en juin 1916 et 56 à la fin de la Première Guerre mondiale. Après l'armistice, ils furent reconvertis en canons de campagne en retirant le système de maintien des cartouches.

### Mk II sur affût Mk I avec boîte à huile

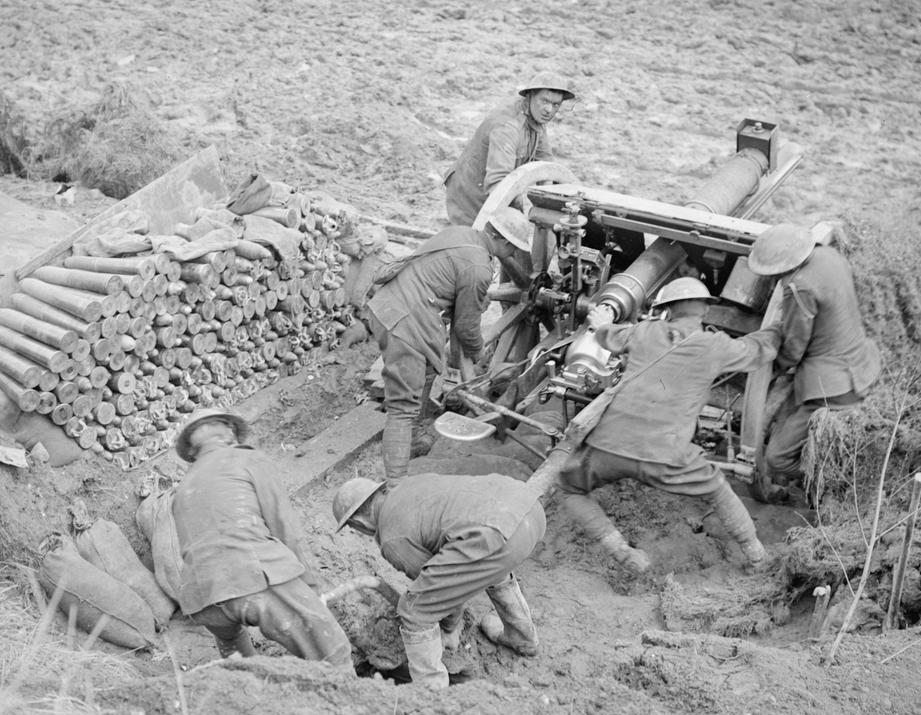
18-pdr britannique à la Bataille d'Arras : la boîte à huile au bout du récupérateur est bien visible (9-11 avril 1917).

Les champs de bataille de 1914 et 1915 mirent en évidence la faiblesse des ressorts du récupérateur chargés de ramener le tube en position de tir après le recul et la perte d'huile du mécanisme soumis à de fortes cadences de tir. La mauvaise qualité des ressorts de la production de guerre jouait aussi un rôle. La pénurie de ressorts causée par leur fréquence de rupture signifiait que des canons restaient en ligne, alors même que leur tube devait être ramené en position de tir à la main, ce qui réduisait la cadence de tir. À titre de mesure préventive temporaire, on installa un réservoir d'huile blindé en forme de boîte à l'avant du récupérateur pour maintenir le niveau d'huile et prolonger la durée de vie des ressorts. Cette modification est visible sur de nombreuses photographies de 18-pdr en action sur le Front de l'Ouest jusqu'à la fin de la Première Guerre mondiale.

### Affûts Mk I* et Mk II

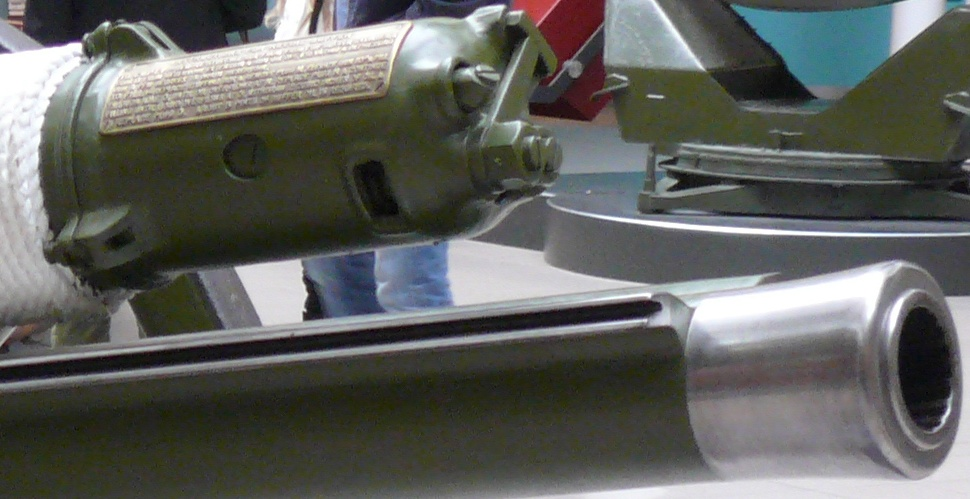
Canon Mk II surmonté de son récupérateur hydropneumatique, Imperial War Museum de Londres.

Le problème des ressorts du récupérateur fut résolu avec le nouvel affût Mk II, engagé officiellement sur le champ de bataille en novembre 1916 : les ressorts étaient remplacés par un système hydropneumatique qui pouvait être installé dans leur logement sur le terrain, par les officiers de batterie. Ce système est reconnaissable à la protubérance de 25 cm en forme de torpille à l'avant du récupérateur, qui le rend presque aussi long que le canon. Les affûts modifiés furent désignés sous le nom de Mk I*. L'affût Mk II comportait aussi un berceau plus long.
Vers 1917, tous les 18-pounder commencèrent à être équipés d'un nouveau système de visée dans lequel il était possible d'introduire la vitesse initiale effective et qui corrigeait la portée en fonction de la différence entre cette vitesse et la vitesse standard.

### Mk III sur affût à angle élevé
Un Mk III expérimental fut développé en 1916. Il possédait un bloc de culasse semi-automatique glissant horizontalement et le mécanisme de recul situé en dessous du canon. L'affût à angle élevé était peut-être destiné à en faire une arme mixte, canon de campagne et antiaérien. Ce système n'entra pas en service.

### Mk IV sur affûts Mk III & Mk IV

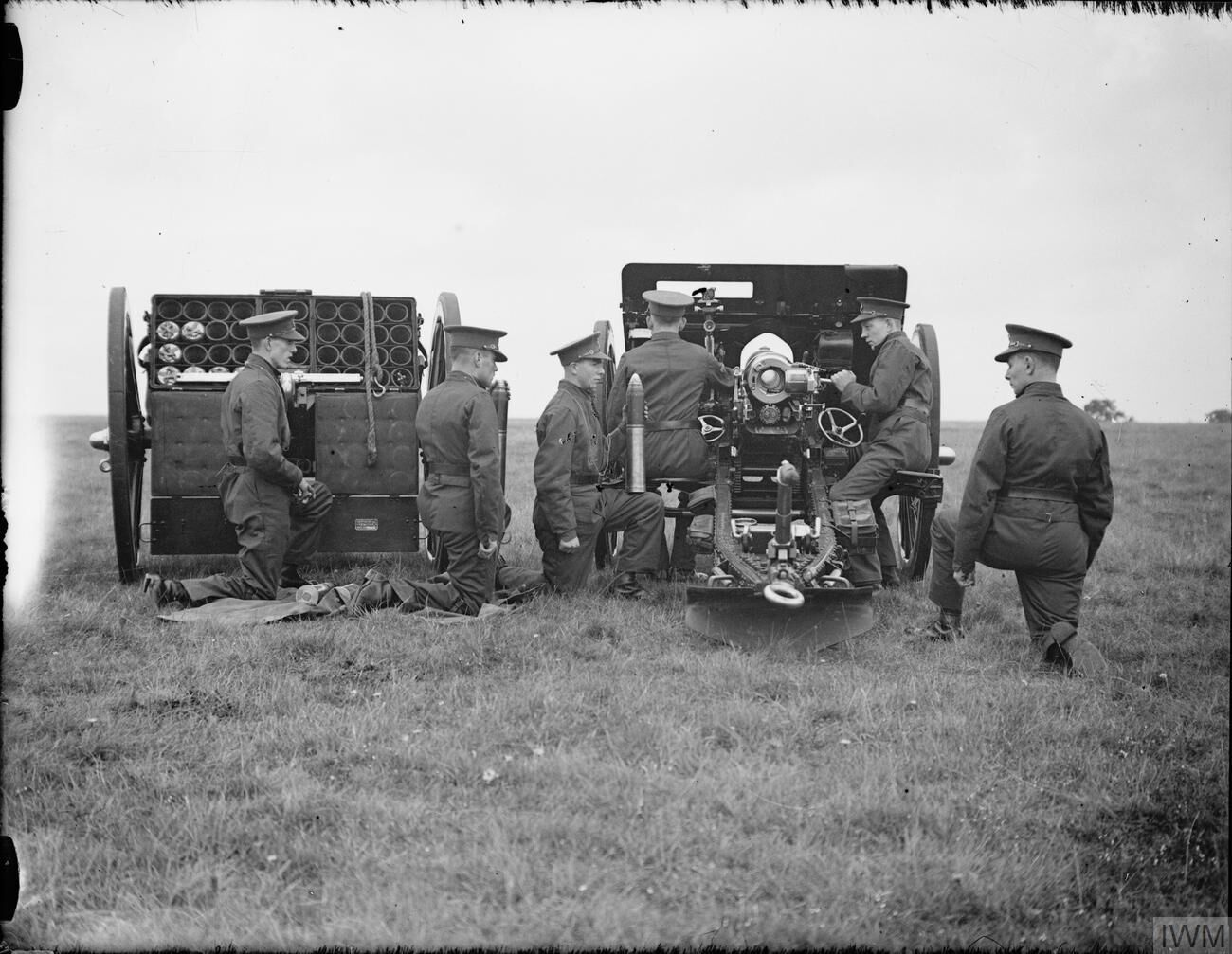
Mk IV sur affût Mk IV (à droite), avec les roues d'origine en bois (entraînement, mai 1940). Le caisson à munition est dans sa position traditionnelle, à gauche du canon.

La principale variante fut le Mark IV sur affût Mk IV. Il commença à être testé en 1916, monté sur le nouvel affût Mk III, tracté par un cadre ouvert. L'élimination de la poutre centrale permettait d'augmenter la hausse maximale de 16 à 30° pour le Mk III (et à 37,5 pour les Mk IV et Mk V). La portée maximale passait ainsi de 5 966 m à 8 500 avec l'obus à charge double.
L'affût Mk III fut rapidement remplacé comme affût standard sur le terrain par le Mk IV. À la fin de la Première Guerre mondiale, il ne restait plus qu'une seule batterie de Mk IV sur affût Mk III, dans la quatrième armée britannique.
Les affûts Mk III et Mk IV comprenaient un nouveau système de recul hydropneumatique variable placé sous le tube du canon. Au lieu du recul fixe d'un mètre des affûts Mk I et Mk II, il pouvait varier de 660 cm à 1,20 m. La nouvelle culasse « Asbury » permettait une plus grande cadence de tir et possédait une bloc de culasse Welin. L'ensemble canon + affût était en fait une nouvelle arme, mais comme elle conservait le calibre et les munitions des modèles précédents, elle fut désignée comme si elle faisait partie du cycle de développement du 18-pdr.
En 1919, le canon de campagne britannique standard était le 18-pounder Mk IV sur affût Mk IV, mais le pays conservait encore de nombreuses modèles plus anciens.

### Entre-deux-guerres

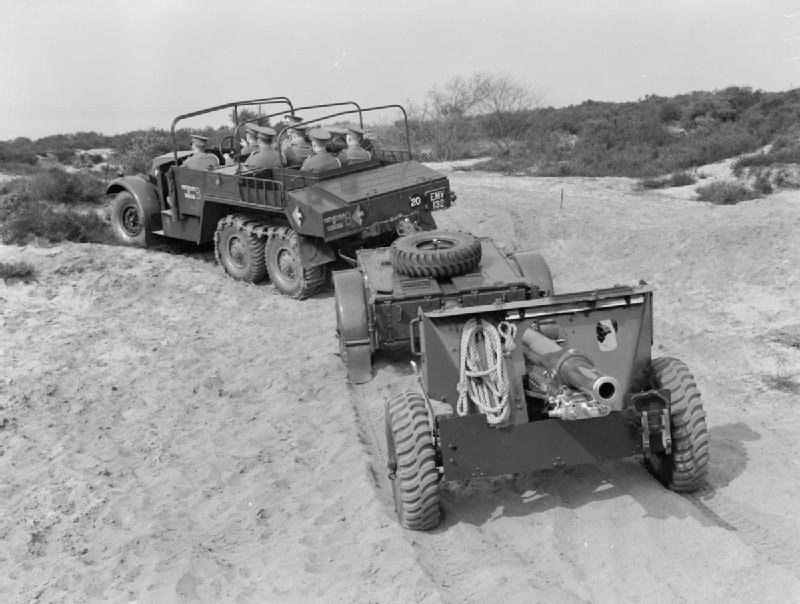
Un Mk IVP sur pneus et son caisson tirés par un tracteur d'artillerie Morris CDSW en 1938.

L'affût Mk V bipoutre écartable entra en service en 1923. Il permettait de tirer à 25° de chaque côté sans bouger la pièce, contre 4,5° pour tous les affûts précédents. La hausse maximale atteignait 37,5°.
En 1925, certains canons furent installés à titre expérimental sur un véhicule à chenilles pour créer un canon automoteur (surnommé le « Birch Gun », d'après le général Noel Birch). Ce véhicule participa aux essais de la Force mécanisée expérimentale (1927-1929) et ne lui survécut pas.
Le tube Mk IV fut modifié. Dans le Mk IVA, le tube possédait un revêtement intérieur autofretté. Le Mk IVB était semblable, hormis quelques modifications mineures, principalement 3 glissières au lieu de 2. Un tube Mk V fut étudié, mais il ne semble pas être entré en service.
Dans les années 1930, comme l'armée de terre britannique commençait sa mécanisation totale, tous les canons furent modifiés pour la traction motorisée. On commença par garnir les lourdes roues de bois par des bandes de caoutchouc plein, les affûts prenant les noms Mk IIITR, Mk IVR et Mk VR. Par la suite on installa de nouveaux axes, des roues de métal, des pneus gonflables et des freins modernes. Cependant, contrairement aux autres canons, les 18-pdr ne passèrent pas au système de visée Probert.
L'introduction d'un nouvel obus aérodynamique, le Mk 1C, augmenta la portée à 10 150 m avec les affûts Mk III, Mk IV et Mk V.
À partir de 1938, les affûts Mk IV et V furent utilisés pour le nouveau canon Ordnance QF 25-pdr Mk 1. Il s'agissait d'une conversion du 18-pdr Mk IV, auquel on mettait un nouveau bloc de culasse glissant et dont le calibre passait de 84 mm à 87,6 mm grâce à une nouvelle chemise.

### Production
Au début de la Première Guerre mondiale, en 1914, 1225 canons avaient été produits, dont 99 en Inde. En Grande-Bretagne, la production était assurée par Armstrong Whitworth, Vickers et Woolwich Ordnance factory. Durant la guerre, ils furent rejoints par Beardmore et, aux États-Unis, par Bethlehem Steel. Vers la fin de la guerre, beaucoup de composants étaient construits par diverses autres sociétés.
La production de guerre de 1914 à 1918 fut de 9908 canons et 6926 affûts. Une production limitée continua pendant l'entre-deux-guerres et quelques affûts furent encore construits au début de la Seconde Guerre mondiale pour les 25-pdr Mk 1.

## Histoire au combat

### Première Guerre mondiale

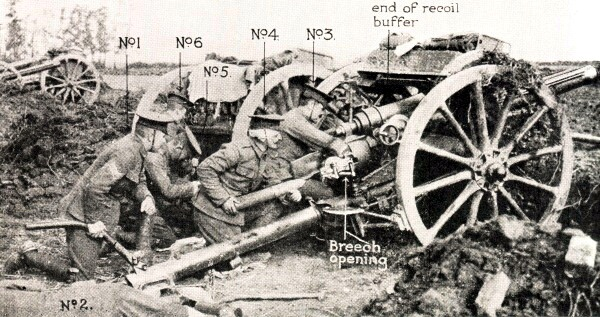
Position normale des six artilleurs, 1914.

Au cours de la Première Guerre mondiale, le 18-pounder fut le canon de campagne standard de la Royal Field Artillery (en). Certaines batteries du Royal Horse Artillery furent aussi rééquipées de 18-pdr, leurs 13-pounder (en) s'avérant inadaptés à la guerre des tranchées.

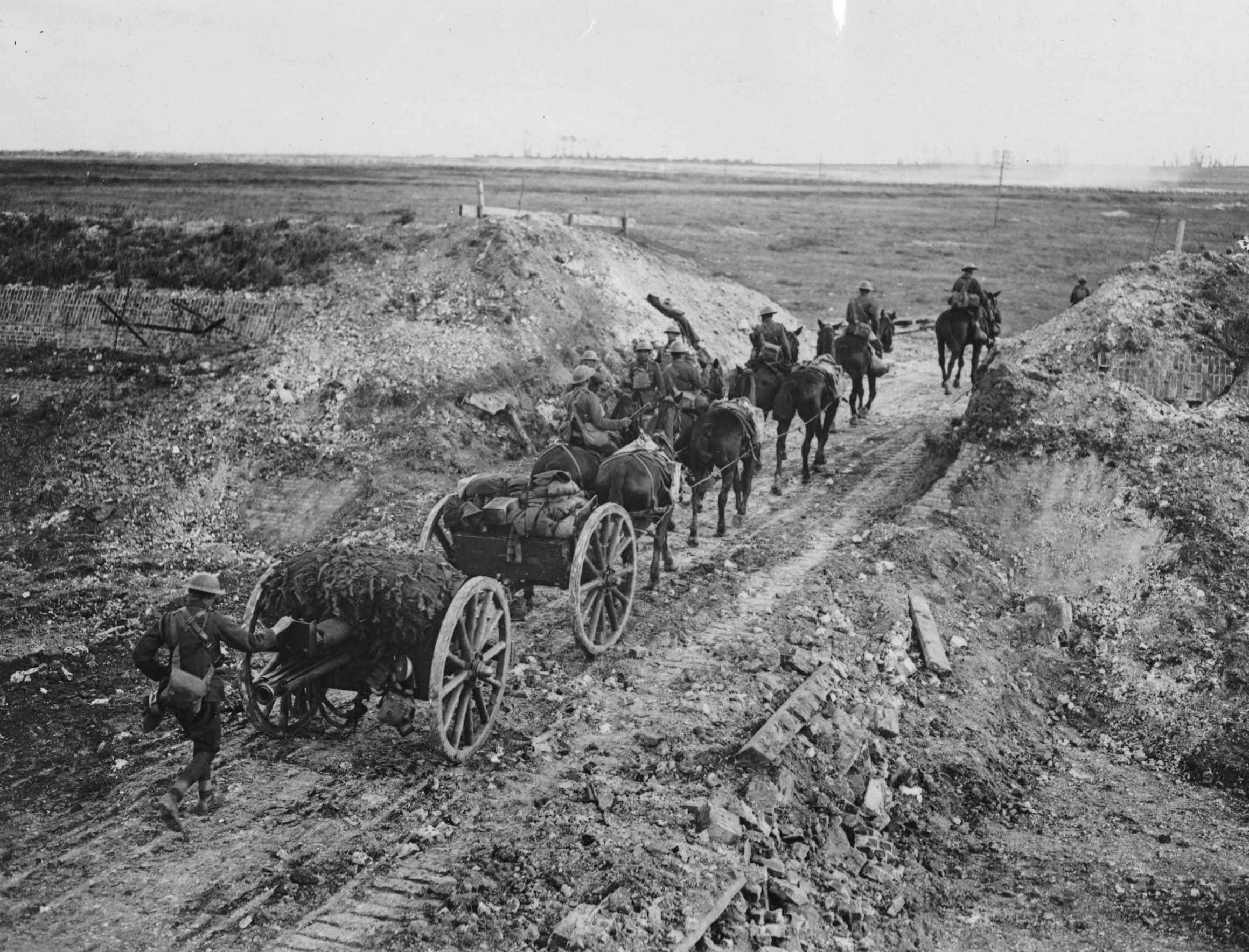
Formation de transport réglementaire traversant le Canal du Nord en 1918.

Le canon et son caisson à munitions étaient tirés par six chevaux de race Gypsy Vanner attelés par paires. Les trois chevaux de gauche étaient montés par un conducteur. Le caisson à 2 roues était fixé à l'attelage et la poutre du canon y était fixée, de sorte que le poids total de la pièce était supporté par quatre roues. Les six artilleurs se déplaçaient sur leurs propres chevaux, ou sur le caisson, sous la conduite du commandant de pièce, un sergent, sur son propre cheval. Au début de la guerre le caisson était placé à gauche du canon, d'où les munitions étaient passées au chargeur, mais à mesure que la guerre progressait et que de plus grandes quantités d'obus étaient utilisées, les munitions furent apportées en masse dans des positions proches des positions de tir. Chaque section de deux canons avait aussi deux caissons à munitions supplémentaires tirés ensemble par leur propre attelage.
Au début, les divisions de l'armée de terre britannique et de l'infanterie canadienne étaient équipées de trois brigades d'artillerie de campagne, chacune avec trois batteries de six 18-pounders (soit un total de 54 par division) et une brigade d'obusiers de 4,5 pouces QF 4.5 (en). Dès la fin septembre 1914, cependant, tous les canons en réserve (25 % en plus des fournitures normales, comme décidé par le Comité Mowat en 1901) avaient été envoyés en France, bien que de nouveaux ordres de production eussent été passés juste avant la guerre. Il n'y en avait pas assez pour équiper les brigades de l'armée Kitchener ni la Territorial Force et les divisions des Dominions, dont les batteries n'avaient donc que quatre canons (soit 36 par division) et à Gallipoli les divisions australiennes et néo-zélandaises avaient aussi moins de brigades d'artillerie. En 1916, il fut décidé que toutes les batteries sur le Front de l'Ouest devraient avoir six canons.
À partir de février 1917, toutes les divisions adoptèrent une composition standard avec deux brigades d'artillerie, chacune avec trois batteries (nommées A, B et C) de six 18-pounders (soit 36 par division) et une batterie (D) de six obusiers de 4,5 pouces (soit 12 par division). Les 18 canons restants étaient transférés à des brigades d'artillerie de campagne sous l'autorité des armées pour un déploiement plus flexible.

#### 1914

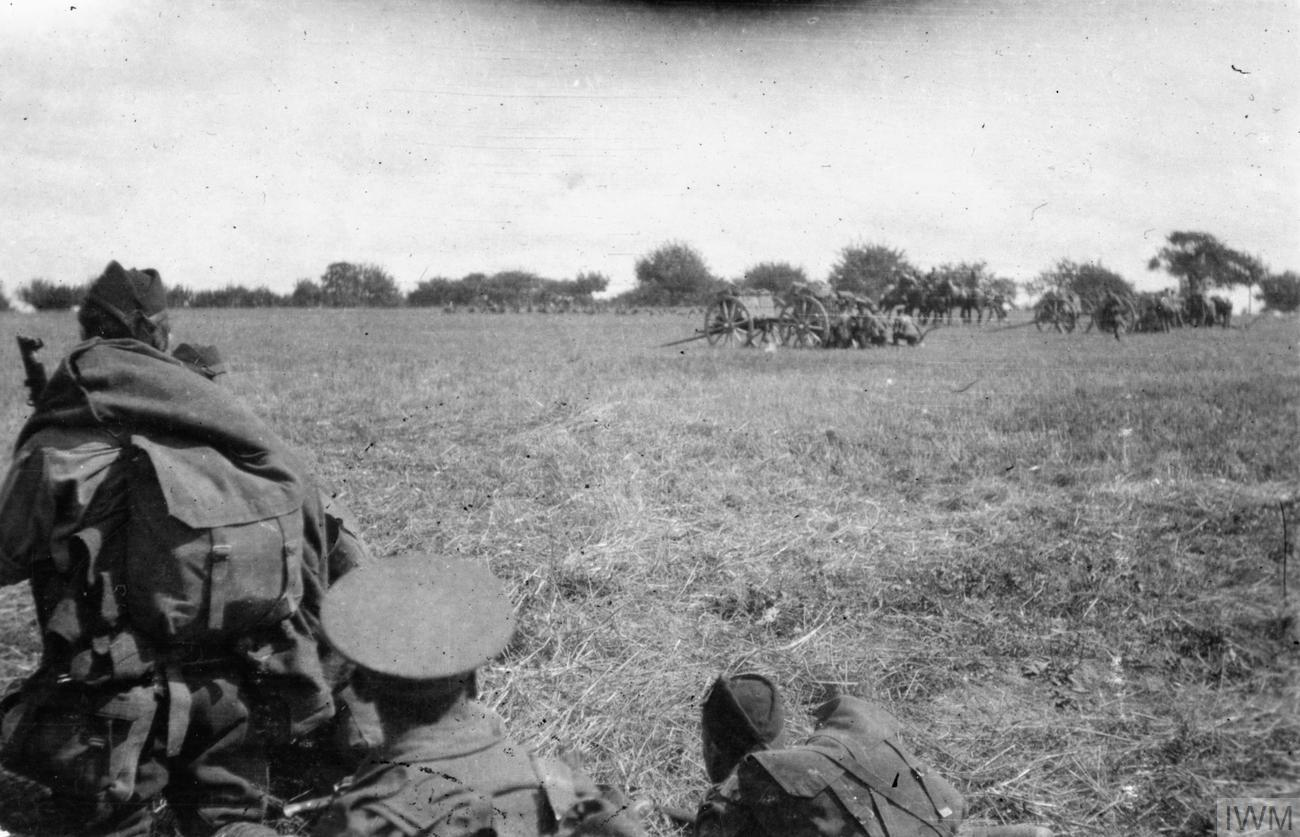
Batterie en action à découvert durant la Première bataille de la Marne, le 8 septembre 1914.
Comparer avec la photo de la Seconde bataille de Bullecourt (1917) plus bas.

Au début de la Première Guerre mondiale, les canons de campagne britanniques (13-pounder (en) et 18-pounder) disposaient seulement de shrapnels, avec un ratio approximatif de 3-1 ratio de canons de campagne par rapport aux obusiers (de 5 (en) et 4,5 pouces).
L'obus shrapnel du 18-pounder contenait 374 petites billes de métal. Une fusée-détonateur chronométrique était réglée pour le faire exploser dans les airs à proximité de la cible. Cela détruisait la pointe de l'obus et projetait un cône de billes en avant comme un fusil : elles étaient efficaces jusqu'à 270 m du lieu de l'explosion. Pour un effet maximal, l'angle de descente devait être faible et non pas plongeant. Selon les chiffres théoriques de 20 tirs par minute, le 18-pdr pouvait donc envoyer 7 480 balles par minute, à une distance bien plus grande que celle des mitrailleuses. Les tireurs et les officiers des batteries de campagne de l'armée de terre étaient experts dans le soutien des tactiques de « fire and movement » de l'infanterie par des tirs de shrapnels précis.
Les shrapnels étaient efficaces contre les troupes à découvert, y compris les artilleurs des pièces sans boucliers. Ils restèrent efficaces au cours de la guerre contre des cibles occasionnelles, comme des groupes au travail. Ils furent utilisés pour couper les barbelés et surtout en tirs de barrage rasants pour empêcher les défenseurs de monter aux parapets de leurs tranchées lors des assauts britanniques. De ce point de vue, ils furent peut-être l'élément clé de la doctrine de l'artillerie britannique de neutraliser les défenseurs durant l'assaut, au lieu d'essayer de les détruire dans leurs défenses avant l'attaque[réf. souhaitée]. La primauté accordée à la neutralisation des défenseurs devint une caractéristique de l'artillerie britannique pour le reste du XXe siècle[réf. souhaitée].
Les premières munitions à fort pouvoir explosif au TNT furent tirées le 31 octobre 1914 par la 70th Battery, 34th Brigade RFA et la 54th Battery, 39th Brigade RFA sur le front d'Ypres (Première bataille d'Ypres) : elles démontrèrent leur capacité à détruire des canons et à tuer des troupes ennemies. À partir de cette date, les Britanniques fournirent de plus en plus d'obus HE (High Explosive) à leurs 18-pounders.
Une des principales leçons des premiers mois de la guerre fut que la doctrine britannique de placer les canons de campagne complètement ou partiellement à découvert les rendait vulnérables aux tirs d'artillerie ennemis ; on adopta plus fréquemment par la suite des positions de tir abritées et dissimulées. Il est intéressant de comparer la photo du 18-pounder à découvert à la Première bataille de la Marne en 1914 avec celle de la Seconde bataille de Bullecourt, en 1917, où le canon est presque enfoui dans un trou. Cela rendit le rôle de l'officier observateur crucial pour les batteries de 18-pounder, qui ne pouvaient plus directement voir leurs cibles. Ces officiers subirent des pertes importantes.

#### 1915

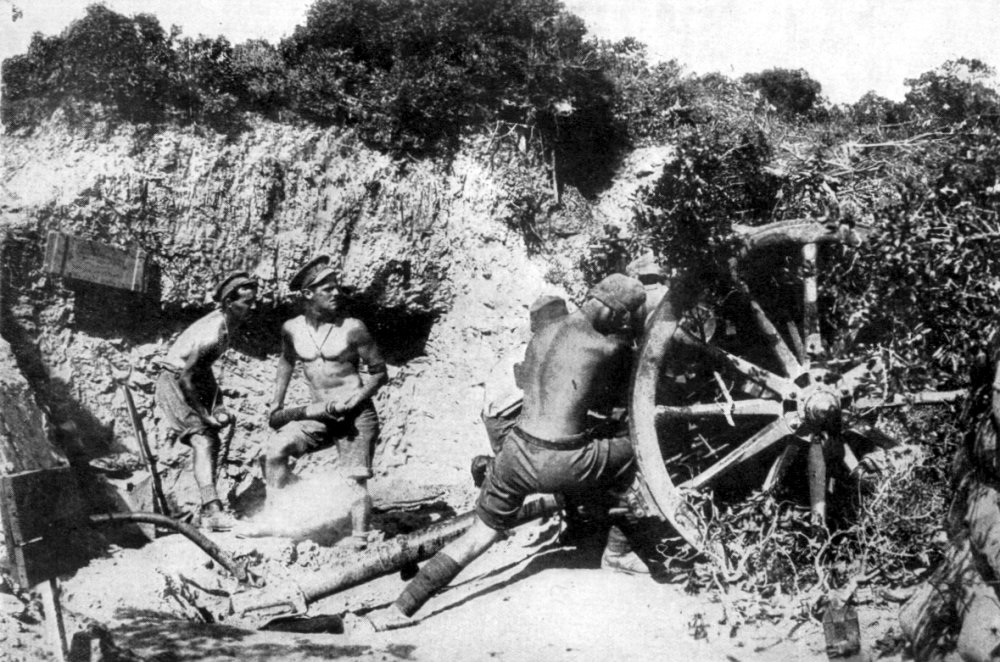
Artilleurs australiens à la Bataille de Gallipoli le 19 mai 1915.

À partir de 1915, les 18-pounders britanniques du front de l'Ouest tirèrent des shrapnel pour couper les fils de fer barbelés ennemis et des obus HE pour attaquer les troupes dans leurs tranchées. À partir de 1916, les mortiers moyens et légers furent de plus en plus utilisés dans le premier rôle.
Le 18-pounder continua à être utilisé comme canon léger polyvalent sur les autres théâtres d'opération, comme à la bataille de Gallipoli, où il fut hissé à la force des bras au sommet de collines raides comme le « plateau 400 », « Bolton's Hill » et « Russell's Top », du fait du manque de canon de montagne et de la rareté des obusiers de campagne. Le 18-pounder pouvait attaquer des troupes mal protégées en détruisant les parapets des tranchées, de petits bâtiments et des barricades. Mais la trajectoire relativement droite de ses projectiles faisait qu'il ne pouvait atteindre un ennemi abrité hors de sa ligne de tir directe, dans des trous, sur des pentes inclinées dans le mauvais sens (comme le quadrilatère est de Ginchy lors de la bataille de la Somme) ou dans des tranchées profondes ou des caves. Il manquait de puissance pour détruire les fortifications.
Cependant, au cours de 10 premiers mois de la guerre, 3628 18-pdrs furent commandés contre seulement 530 obusiers de 4,5 pouces. Des pièces d'artillerie plus lourdes avaient été collectées un peu partout dans l'Empire et en juin 1915 des commandes avaient été passées pour 274 nouveaux canons et obusiers lourds, depuis des canons 60-pounder jusqu'aux énormes obusiers de 15 pouces, et un nouvel obusier de 6 pouces avait été conçu. À la même date, il était aussi devenu clair que l'armée allemande était en train de réduire sa proportion de canons de campagne (à 3,5 pour 1000 baïonnettes) et d'augmenter celle des canons et obusiers lourds (à 1,7 pour 1000 baïonnettes), un tiers de son artillerie étant de calibre 15 cm ou supérieur. La Grande-Bretagne n'avait pas d'autre choix que d'augmenter son artillerie lourde, mais ne prévit pas de réduire son artillerie de campagne, en raison du besoin de ce qui serait plus tard appelé le « soutien rapproché ». Il y eut cependant une réduction de facto, en raison de l'expansion des troupes qui limitait les batteries de campagne à 4 canons.
Les stratèges britanniques considéraient qu'un ratio d'artillerie de campagne de 2-1 était nécessaire pour une offensive réussie, alors que les Français considéraient qu'un ratio de 1-1 suffisait. Le général Martin Farndale justifie le maintien du ratio de 2-1 en disant que « les canons de campagne étaient essentiels pour attaquer des cibles proches de nos troupes et avaient leur rôle dans le plan tactique ».
En 1915, autant d'obus HE que de shrapnels furent produits pour les 18-pdr, mais la plupart des munitions tirées furent des shrapnels (88 % en septembre et novembre).

#### 1916

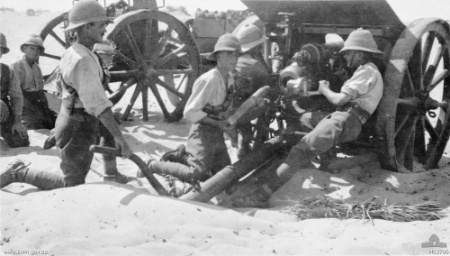
Artilleurs britanniques à Romani, dans le désert du Sinaï, en 1916.

L'artillerie de campagne (principalement le 18-pounder et l'obusier de 4,5 pouces) fut utilisée avec succès durant les premiers tirs de barrage de la Bataille de la Somme fin juin-début juillet 1916 : l'artillerie lourde britannique endommagea les défenses allemandes, obligeant les soldats à s'aventurer à découvert pour les reconstruire, à la merci des shrapnels. L'utilisation de canons de campagne pour fournir des tirs de barrage pendant l'avance de l'infanterie fut développée et améliorée durant cette bataille ; elle obligeait l'ennemi à se tenir à couvert pendant que l'infanterie avançait juste derrière les volées d'obus : « ... Il est donc de première importance que dans tous les cas l'infanterie avance juste sous le barrage de l'artillerie de campagne, qui ne doit pas cesser de battre l'objectif tant que celle-ci en est à plus de 45 m. » La faible portée des explosions des obus était dans ce cas un avantage, puisque les troupes devaient s'en approcher. Le rôle des 18-pounder fut ainsi défini après les batailles suivantes « ... principalement en tirs de barrage, pour repousser les attaques à découvert, viser les communications, couper les barbelés et parfois pour neutraliser les canons à leur portée, détruire les parapets et les barrières avec des obus HE et empêcher la réparation de défenses hors de portée des armes de l'infanterie ».
Les demandes de munitions pour les 18-pounder furent principalement des shrapnels en 1916, même si à la fin de l'année elles se rééquilibrèrent à 50 % avec les obus HE. En juillet 1916, le prix standard pour les obus produits au Royaume-Uni était de 12 shillings 6 pence (62,5 pence en termes modernes) pour les obus HE et 18 shillings 6 pence pour les shrapnels. Les prix des munitions produites aux États-Unis et au Canada étaient nettement plus élevés. Le plus bas prix pour des obus HE de 18-pounder fut de 8 shillings 11 pence (44,8 pence) plus tard en 1916.

#### 1917

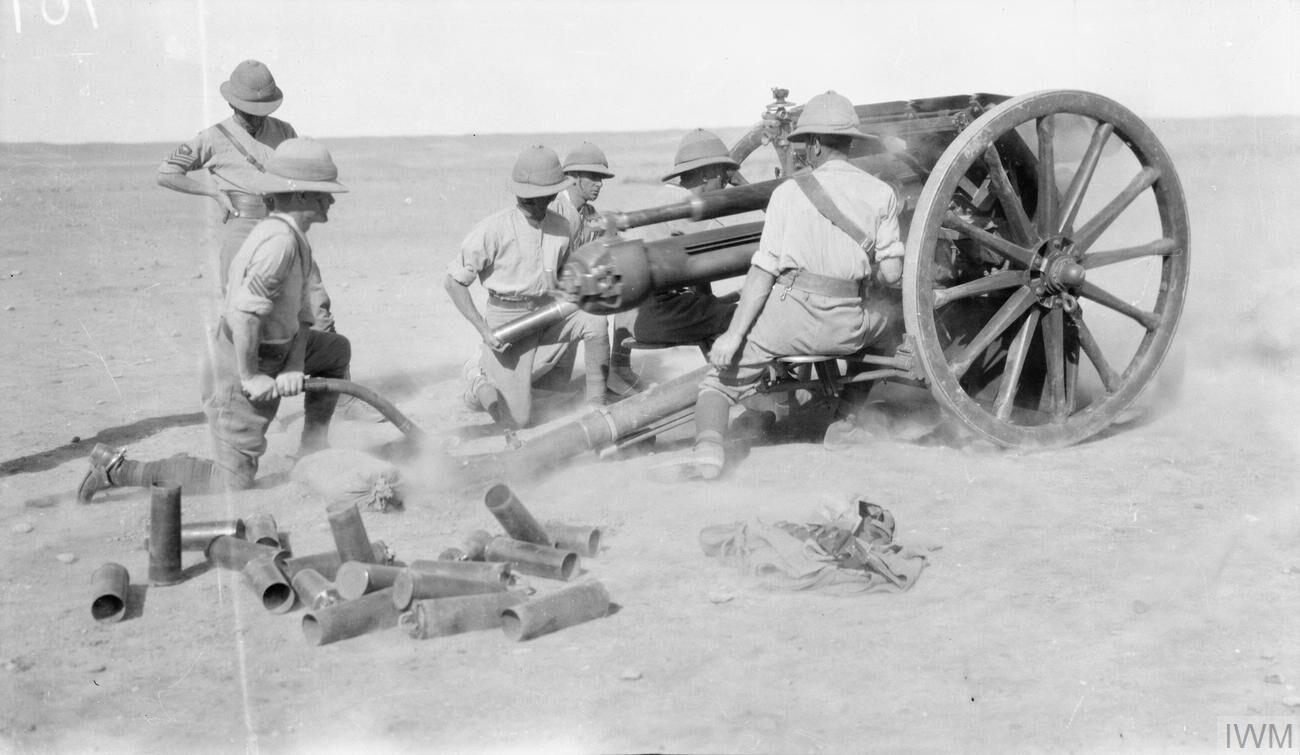
18-pdr dans le désert durant la Campagne de Mésopotamie en mars 1917.

L'instruction de janvier 1917 Artillery in Offensive Operations estimait que chaque 18-pounder avait besoin de 7,5 obus shrapnel + 5 % d'obus HE pour couper les barbelés sur 1 yard (0,9 m) de front, et de 20 obus HE pour détruire les tranchées en enfilade. (On estimait généralement que la destruction de tranchées perpendiculaires au tir nécessitait deux fois plus d'obus qu'en enfilade.) Elle estimait aussi que chaque 18-pdr tirait 200 coups par jour au cours d'une offensive générale. On y marquait une préférence pour l'emploi de shrapnels en barrages rasants du fait de leur grand nombre de « missiles meurtriers » et de leur nuage de fumée (les shrapnels étaient conçus pour produire un nuage de fumée blanche lors de leur explosion, destiné à l'origine à guider les tirs suivants). Les obus HE, qui ne fournissaient pas cet écran visuel nécessaire, pouvaient être utilisés en barrage rasant ou défensifs en conjonction avec des obus fumigènes, bien que ceux-ci fussent considérés comme « encore dans leur enfance ».

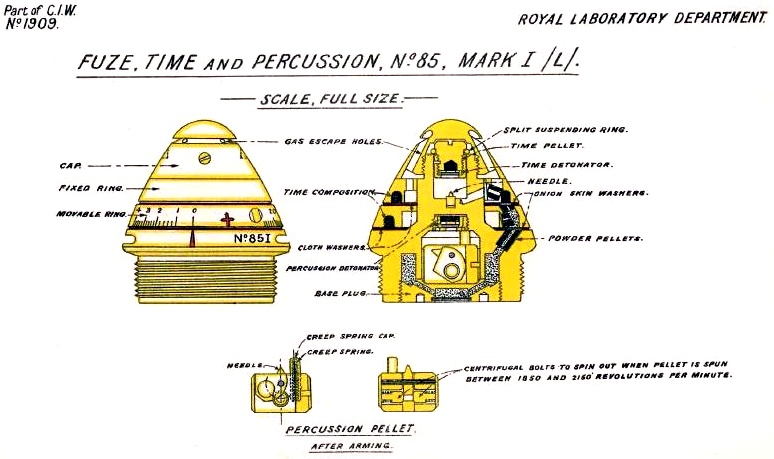
Schémas de la fusée-détonateur d'un shrapnel pour 18-pdr (1917).

Dans sa note technique de février 1917 au sujet des tirs de barrage de 18-pdr, le grand quartier-général indiquait que les barrages de shrapnels et d'obus HE couvraient normalement une profondeur de 180 m et marquait une préférence pour les shrapnels à fusée chronométrique, en partie parce que l'expulsion de leurs billes vers l'avant était plus sûre pour les troupes qui suivaient, surtout s'ils tombaient trop court. 50 % d'explosion en l'air et 50 % de percussion au contact était considéré comme la proportion optimale, sauf dans les « très mauvais terrains » (c'est-à-dire très mous), où la plupart des tirs de percussion seraient perdus (les obus s'enfonçant dans la boue sans exploser). Les obus HE, avec leur projections latérales, étaient considérés comme plus dangereux pour les troupes (censées s'avancer en ligne) que les shrapnels s'ils tombaient trop courts, mais on considérait aussi que ces projections avaient moins d'effet sur l'ennemi. Les obus HE temporisés étaient difficiles d'emploi avec des troupes à l'attaque dans la mesure où ils explosaient de 25  à   35 m au-delà du point de contact. Et s'ils n'étaient pas temporisés ils n'étaient considérés comme efficaces que s'ils explosaient directement dans la tranchée ennemie. Avec un programme de tir et un réglage des temps de détonation corrects, le tir de barrage de shrapnels chronométriques rasants était considéré comme la solution optimale. Les artilleurs de campagne de l'armée de terre britannique étaient déjà experts en tirs de shrapnels temporisés en 1914, comme on l'avait observé lors des premières batailles, mais peu d'entre eux étaient encore vivants au début de 1917 et de nombreux artilleurs étaient relativement nouveaux et inexpérimentés ; d'autre part les obus HE n'étaient utilisés par les 18-pounders que depuis deux ans : cette note reflète donc peut-être un désir de favoriser une méthode éprouvée pour laquelle on pouvait encore trouver un petit noyau d'experts. Les shrapnel semblent avoir été favorisés pour les barrages rasants et un mélange de shrapnels et d'obus HE pour les barrages plongeants et les autres tâches.
Au début 1917, l'avancée britannique à la poursuite de l'armée allemande qui se retirait sur les positions plus fortes de la ligne Hindenburg relança brièvement la guerre conventionnelle. Cette expérience conduisit le grand quartier général à mettre l'accent sur la nécessité pour les armes légères de soutenir l'infanterie aussi loin que possible, le feu de couverture des 18-pdr et des obusiers de 4,5 pouces devant être utilisé le plus possible. Il émit aussi l'avertissement suivant : « Il y a une tendance parmi les commandants (de l'infanterie), du fait de la guerre des tranchées, à essayer de contrôler des batteries individuelles. Les commandants de brigades ou de groupes (d'artillerie) doivent recevoir une tâche précise et pouvoir l'accomplir (sans interférence). ».

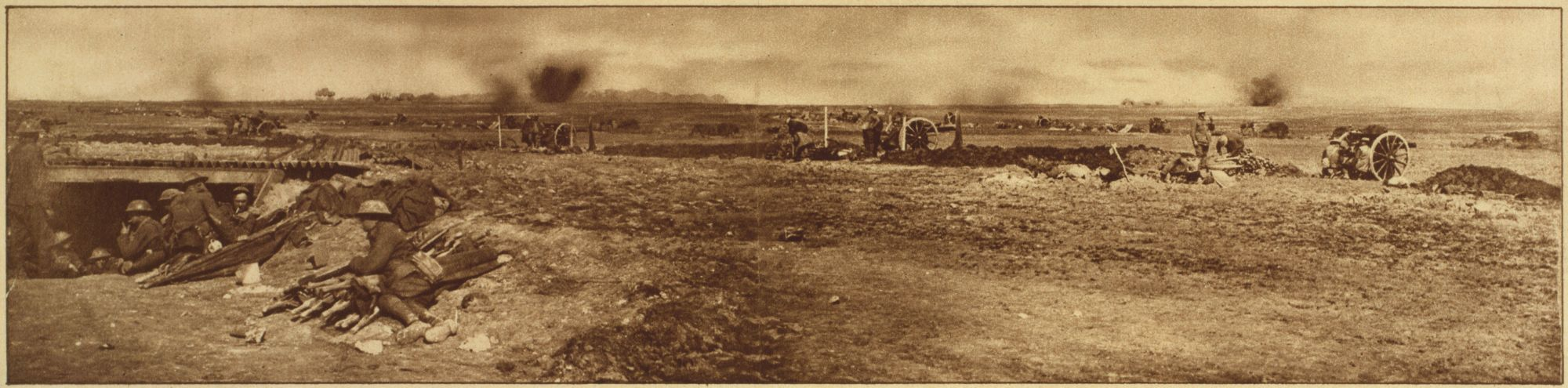
Une batterie de 18-pdr près de Monchy-le-Preux, lors de la Seconde bataille de la Scarpe le 24 avril.
Au premier plan, un poste de secours avancé.

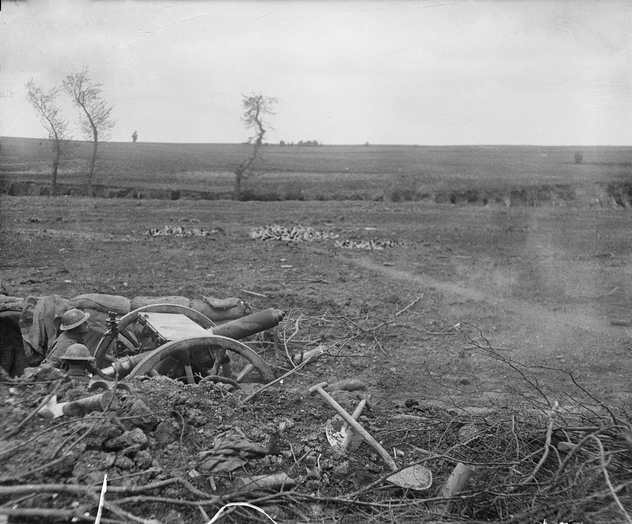
18-pdr australien à la Seconde bataille de Bullecourt. Il est enfoui pour une meilleure protection.

Au début de la Bataille d'Arras le 9 avril 1917, l'ordre des 18-pdr était de tirer 50 % d'obus HE et 50 % de shrapnels en barrages rasants devant l'infanterie, avec un canon tous les 18 mètres. Bien que quelques commandants modifient légèrement cet ordre, comme le Brigadier-Général Tudor, Commandant de la 9th Division, qui choisit d'utiliser 75 % d'obus HE et 25 % d'obus fumigènes, il s'agissait d'une innovation notable, avec pour la première fois un plan de tir coordonné de plusieurs armées sur l'ensemble du front, avec une stratégie commune pour associer l'infanterie et l'artillerie et coordonner l'avance des différentes pièces d'artillerie. Par exemple, les 18-pounder devaient avancer au moment où l'infanterie atteignait ses objectifs de la Phase 2 et les canons BL 60 pounder et obusiers de 6 pouces avancer à leur tour pour occuper leurs anciennes positions de tir. Cela contrastait avec la Bataille de la Somme de l'année précédente, où les commandants de Corps d'armée et de divisions avaient leurs propres plans de tir et tactiques d'assaut
Pour la Bataille de Passchendaele (Troisième bataille d'Ypres), en juillet 1917, le plan prévoyait que les barbelés soient coupés par les mortiers et les obusiers « pour dissimuler la puissance des canons de campagne ». 1 098 18-pounder, soit un pour 13,7 m de front en moyenne, devaient tirer un barrage rasant de shrapnels partant tout près des tranchées britanniques en avançant de 90 m en quatre minutes. Les batteries de campagne devaient avancer au-delà du no-mans land, car la priorité était de protéger l'infanterie « en train de consolider ses objectifs » (c'est-à-dire d'occuper et de tenir de nouvelles positions avancées).

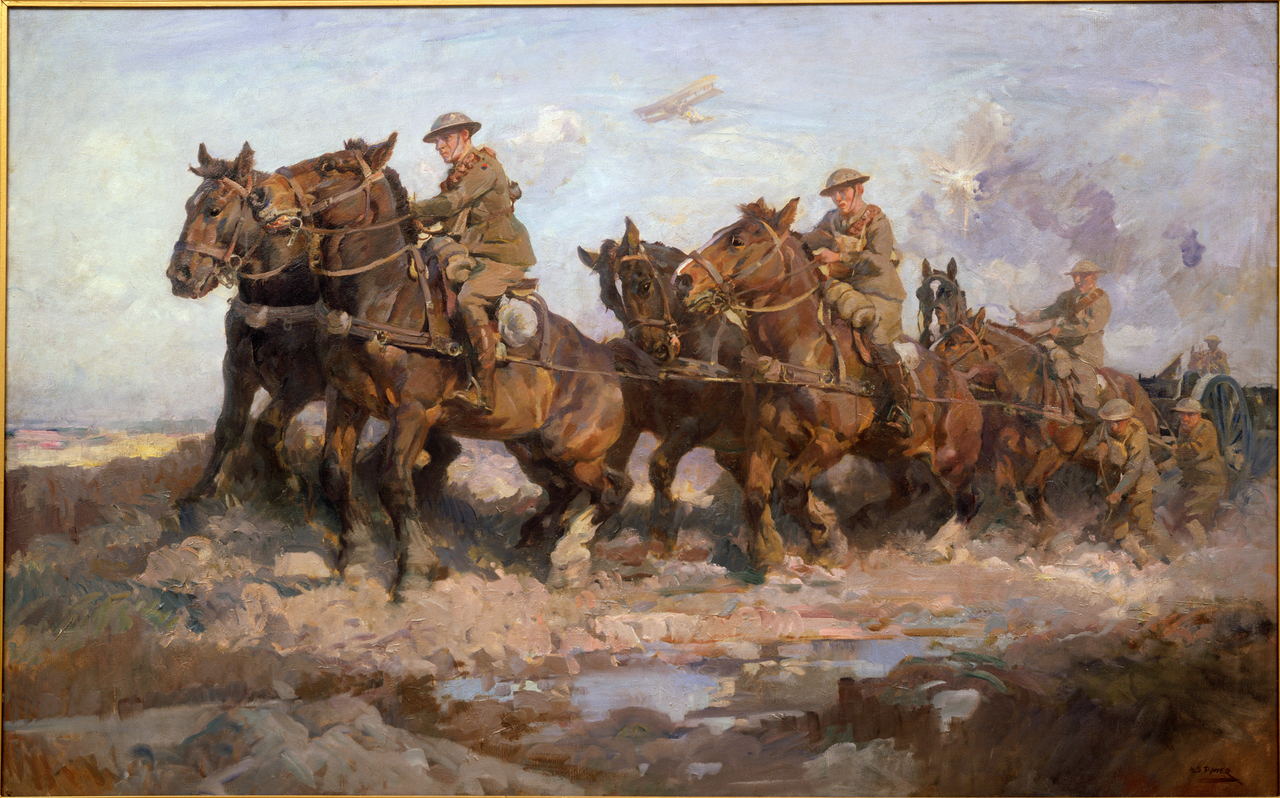
Bringing up the guns, huile sur toile de Harold Septimus Power, 1921.
Transport d'un 18-pdr australien dans la boue de la Bataille de Passchendaele.

Lors des premiers tirs de barrage au matin du 31 juillet, 2 tiers des 18-pounder tirèrent un barrage rasant au rythme de quatre coups par minute et un tiers un barrage plongeant sur la seconde ligne allemande. Ces tirs furent généralement un succès, mais à mesure que le temps se dégradait, que les pistes se transformaient en fondrières et que les cratères d'obus se remplissaient d'eau, il devint quasiment impossible aux canons d'avancer pour soutenir l'infanterie comme prévu.
Pour le barrage du 20 septembre, le ratio artillerie lourde et moyenne sur artillerie de campagne atteignit pour la première fois 1 pour 1,5, reflétant l'augmentation des pièces d'artillerie lourde plutôt que la diminution des pièces de campagne. Les 18-pounder tirèrent autant de shrapnels que d'obus HE, 25 % des obus HE étant temporisés. Les doutes antérieurs au sujet des obus HE avaient donc été surmontés, et pour le barrage plongeant de la Bataille de Cambrai le 20 novembre (préféré à un barrage rasant) les 18-pounder tirèrent la même proportion de shrapnels, d'obus HE et d'obus fumigènes, l'usage exact des fumigènes dépendant des conditions climatiques.
47 992 000 munitions pour 18-pounder furent fabriquées en 1917 et 38 068 000 furent tirées (38 % du total de la guerre), ce qui marque l'escalade de l'usage de l'artillerie en 1917. Les demandes en 1917 furent généralement des shrapnels et des obus HE en quantités égales.

#### 1918
Les 18-pounder furent utilisés avec succès contre les troupes allemandes lors de leur offensive de printemps (Offensive Michael). Cependant l'efficacité du plan de tir allemand causa de nombreuses pertes parmi les artilleurs le 21 mars et dans de nombreux cas les batteries ne purent pas se replier avant d'être capturées.
Le 4 avril, les allemands firent leur dernière tentative pour briser les lignes britanniques dans la région de Villers-Bretonneux, tenus par les 14e et 18e Divisions, renforcées par l'artillerie des 16e et 39e Divisions (la force des batteries était amoindrie par les pertes précédentes). Au milieu de la matinée, l'artillerie engagea l'importante infanterie allemande, mais celle-ci réussit à atteindre l'est de Hamel. Le commandement de la 14e Division publia l'ordre suivant : « Cette attaque doit et peut être arrêtée par l'artillerie. Si une batterie ne peut plus stopper efficacement l'ennemi depuis sa position actuelle, elle s'avancera sur la crête pour engager l'ennemi à vue. Il est essentiel que l'artillerie tienne la ligne et elle le fera. » Le feu de plusieurs batteries de l'armée britannique, principalement équipées de 18-pounder, ralentit l'avance allemande, notamment celui de la 16e Division qui était déployée en avant avec les observateurs de la 177e brigade installés dans la tour de l'église d'Hamel. Cette action arrêta la progression allemande.
Lors de l'attaque britannique réussie de la Bataille d'Amiens du 8 août, il y avait un 18-pounder tous les 23 m, soutenu par des mitrailleuses ; ils tirèrent un barrage de 60 % de shrapnels, 30 % d'obus HE et 10 % de fumigènes 180 m devant les troupes.
Dans la première moitié de 1918 les demandes de munitions pour les 18-pdr furent principalement des shrapnels (environ 60 %), avec un retour à 50 % d'obus HE dans les derniers mois de la guerre. Les obus chimiques et fumigènes constituèrent environ chacun 5 % du total.
À la fin de la Première Guerre mondiale, le « champ de bataille vide » avait évolué, les troupes apprenant à éviter les espaces découverts, et les canons de campagnes légers devenaient obsolètes, avec une augmentation de l'usage des mitrailleuses, des mortiers légers et des obusiers de campagne, dont les trajectoires en cloche permettaient d'atteindre même des ennemis profondément abrités sur des pentes inverses, que les canons de campagne ne pouvaient pas toucher. Le 18-pounder Mk IV, avec son pied écartable qui lui permettait de tirer selon une trajectoire plus verticale, avait commencé son évolution vers l'obusier/canon de campagne Ordnance QF 25 pounder, bien plus souple d'emploi.
Au moment de l'armistice il y avait 3 162 18-pounder en service sur le Front de l'Ouest, et ils avaient tiré environ 99 397 670 obus.

### Entre-deux-guerres

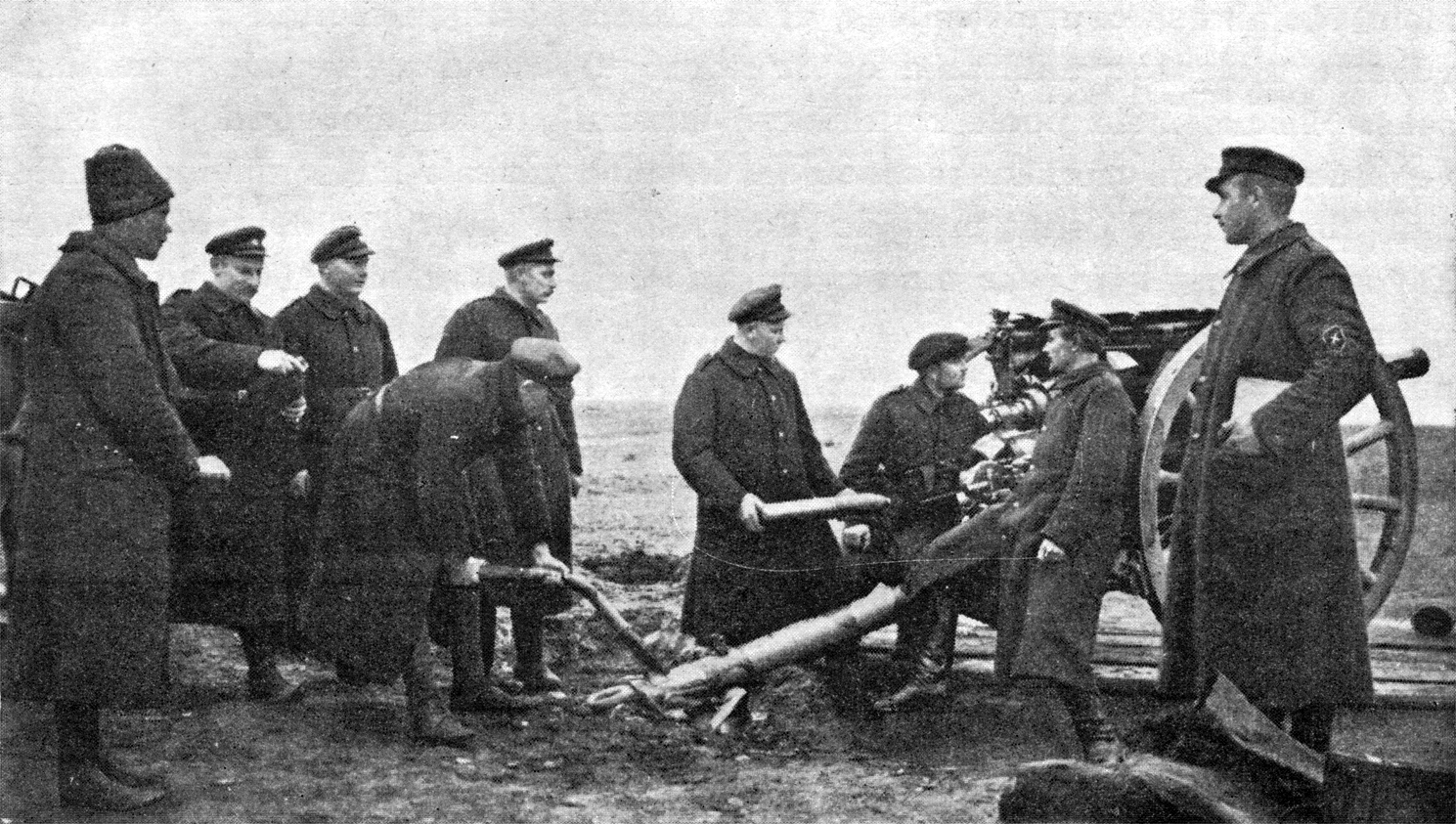
Troupes estoniennes utilisant un 18-pdr à l'automne 1919.

Après l'Armistice, certains 18-pounder britanniques et canadiens servirent dans l'armée britannique du Rhin. Il y en eut également avec les forces britanniques et canadiennes dans le nord de la Russie en 1918-1919 (guerre civile russe) et avec la Canadian Siberian Expeditionary Force envoyée à Vladivostok,.
En 1919, il y en avait dans les 7e, 16e, 21e et 217e brigades de la Royal Field Artillery (en) participant à la Troisième guerre anglo-afghane, en 1920-1921 en Mésopotamie et en 1936-1937 au Waziristan.

### Seconde Guerre mondiale
Durant la Seconde Guerre mondiale le 18-pdr fut utilisé par les régiments de l'armée territoriale du Corps expéditionnaire britannique en France en 1940. 216 canons y furent perdus, ne laissant à l'armée de terre britannique que 126 18-pdr au Royaume-Uni et 130 dans le reste du monde, selon un inventaire de juillet 1940. 611 18-pdr avaient été transformés en 25-pdr avant la guerre et 829 durant celle-ci.
Des 18-prd furent utilisés en Afrique de l'Est par les régiments britanniques et sud-africains,, pendant la Campagne d'Afrique du Nord et en Asie du Sud-Est jusqu'à leur remplacement par le 25-pounder, particulièrement durant la Bataille de Malaisie, ou plusieurs Régiments d'artillerie de campagne en étaient équipés et par la Batterie de Défense côtière 965 au cours de la Bataille de Hong Kong. À la Bataille de Kota Bharu, le 8 décembre 1941, certains des premiers coups de feu de la Guerre du Pacifique furent tirés par un 18-pdr de l'Armée des Indes britanniques.

### Utilisation irlandaise

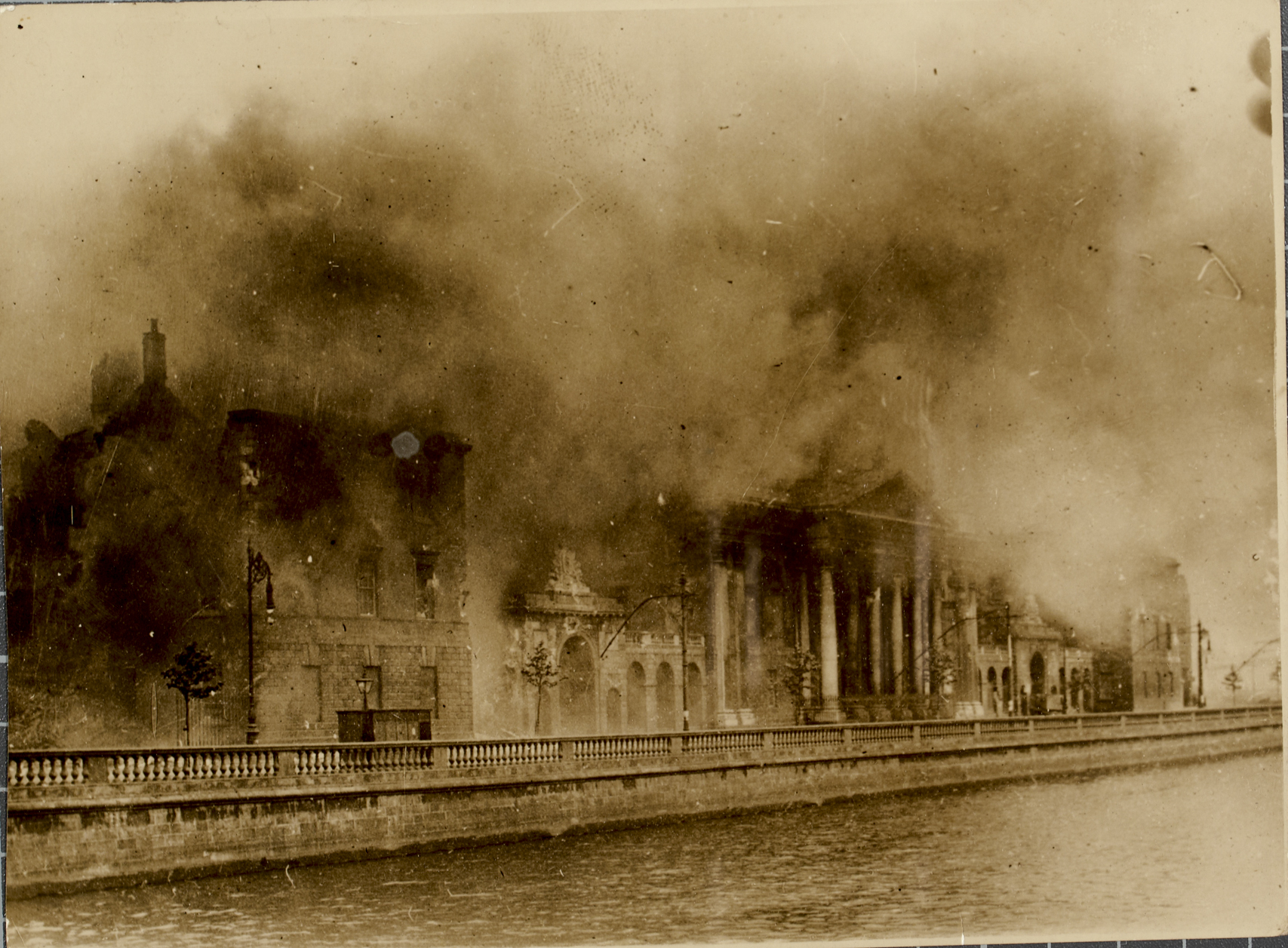
Four Courts en feu le 30 juin 1922.

L'armée nationale irlandaise (INA) posséda des 18-pdr dès l'indépendance du pays en 1922. Ils furent utilisés par les National Army Gunners pour bombarder le bâtiment des Four Courts de Dublin à partir du 28 juin 1922, au début de la Bataille de Dublin. Les forces britanniques furent critiquées pour le manque de formation dispensé aux artilleurs du tout nouveau Corps d'artillerie irlandaise et pour lui avoir fourni des obus destinés à couper les barbelés plutôt que des obus HE normaux. Les traces de ces obus sont encore visibles aujourd'hui sur les murs du bâtiment des Four Courts. Le 18-pdr joua un rôle important tout au long de la Guerre civile irlandaise, notamment lors des combats dans le Munster aux côtés de voitures blindées Rolls-Royce. Les neuf 18-pdr furent utilisés comme soutien d'infanterie puis groupés pour former un corps d'artillerie en mars 1923.
À la création des Forces irlandaises de Défense en 1924, le 18-pdr était sa seule pièce d'artillerie, équipant les 1re et 2e batteries d'artillerie de campagne du corps d'artillerie. L'année suivante 25 18-pdr étaient disponibles et 3 autres furent livrés en 1933. Parmi les équipements additionnels reçus en 1941 figuraient encore quatre 18-pdr. Les batteries d'artillerie de campagne de l'armée régulière furent rééquipées en 1949 avec des 25 pounder, mais 37 18-pdr restèrent en usage dans les forces de réserve jusqu'à la fin des années 1970. Ils furent alors remplacés par des 25-pdr et des mortiers de 120 mm.
Plusieurs exemplaires de 18-pdr sont conservés dans des casernes, Collins Barracks de Cork et Mc Kee Barracks de Dublin, et 2 aux Aiken Barracks de Dundalk.

### Utilisation finlandaise
La Grande-Bretagne vendit trente 18-pdr Mk 2 sur affûts Mk 2 à pneus à la Finlande au cours de la Guerre d'Hiver, mais ils furent livrés trop tard pour y être utilisés. Ils furent utilisés sous la dénomination "84 K/18" au cours de la Guerre de Continuation par le 8e Régiment d'artillerie de campagne de la 17e Division.

## Caractéristiques détaillées
Canon
- Longueur : 2,90 m
- Poids : 457 kg

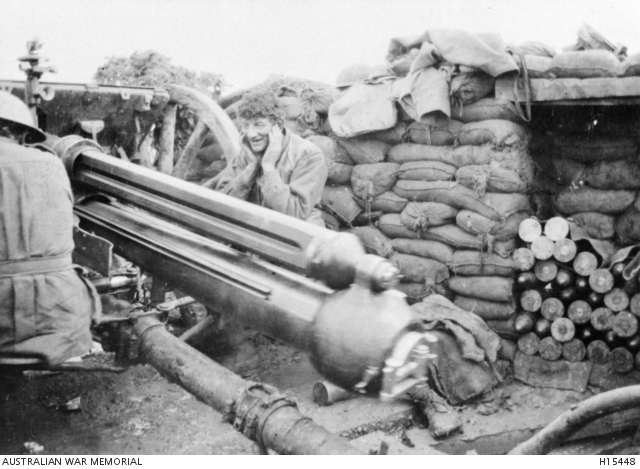
18-pdr australien à la bataille de Passchendaele, montrant l'importance du recul (oct. 1917).

- Rayures : 18 (canons Mk I, II, IV)
- Torsion : 1 tour pour 30 (Mk I, II, IV)
- Durabilité : 12 à 15 000 coups

Affût
- Poids : 1 218 kg (affût Mk V : 1 372 kg)
- Largeur : 1,91 m
- Recul : 1 m (fixe) (Mk I, II) 660 cm - 1,20 m (variable) (Mk IV, Mk V)
- Hausse : -5° à +16° (Mk I & II avec poutre unique), +30° (Mk III avec cadre ouvert), +37° (Mk IV avec cadre ouvert & Mk V bipoutre)
- Pointage latéral : 4.5° à droite et à gauche (Mk I à IV) ; 25° de chaque côté (Mk V)
- Bouclier : efficace contre les shrapnels et les balles de fusil à 460 m

Caisson
- Contenance : 24 munitions
- Poids : 711 kg

Personnel
- 6 hommes (4 autres étaient responsables de l'approvisionnement en munitions. Habituellement placés en arrière de la ligne, ils ne s'avançaient que pour apporter les munitions. Le personnel complet était donc de 10 soldats.)

## Munitions

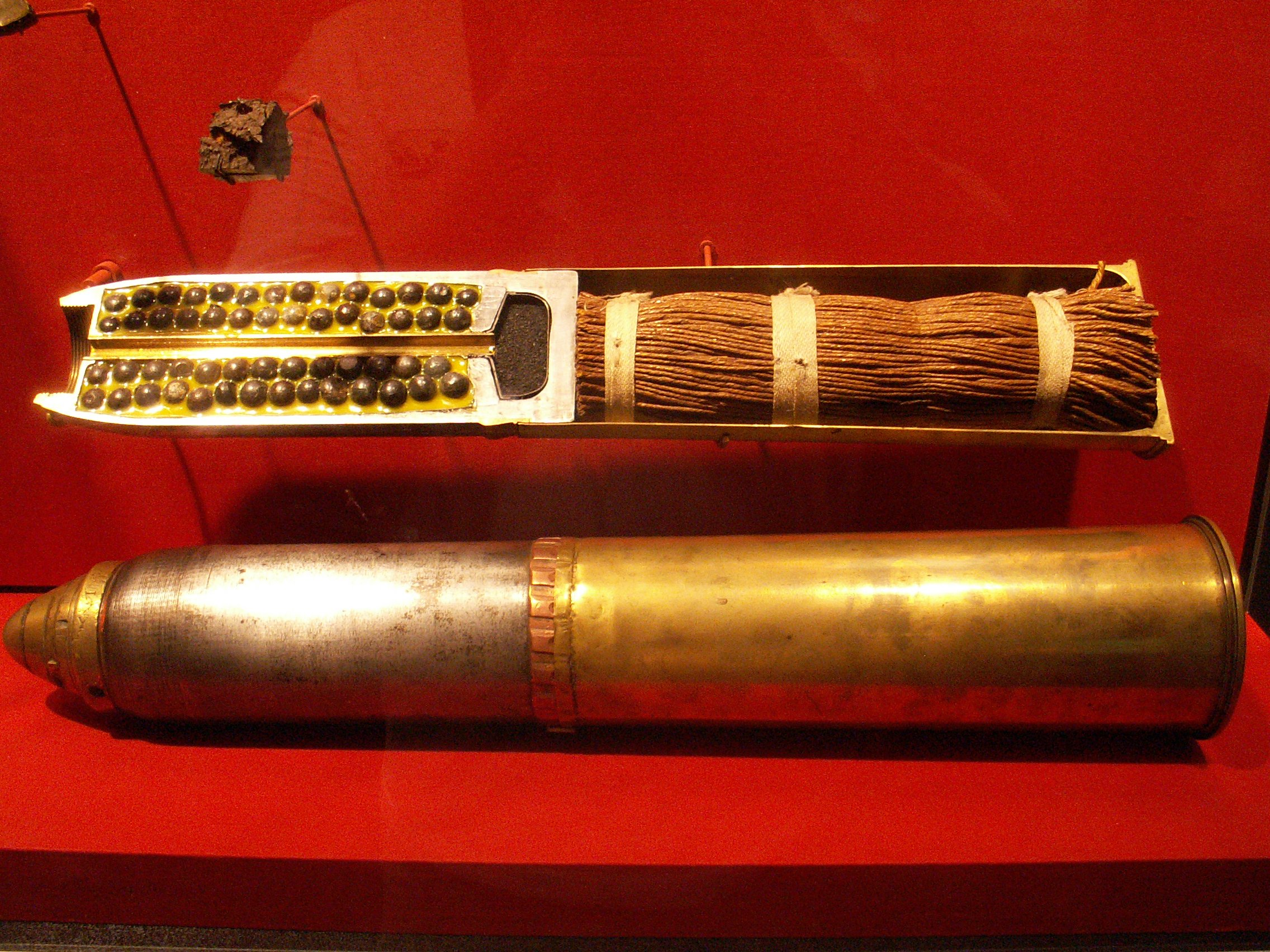
Shrapnel ouvert au Musée canadien de la guerre à Ottawa
L'obus contient 375 balles plomb-antimoine pesant chacune un peu plus de 10 g.
La douille contient 650 g de cordite.
L'ensemble était normalement peint en jaune, avec une bande rouge indiquant que l'obus était chargé.
Longueur : 57 cm

La munition des 18-pounder était un ensemble obus + douille en cuivre, avec une fusée vissée au bout. La munition normale était nommée « Full Charge » (charge complète), une « Reduced Charge » étant disponible pour l'entrainement. Le propulseur était à base de nitroglycérine et de nitrocellulose, la Cordite Mark 1 étant le propulseur standard à l'entrée en service du 18-pdr. En 1914, cette cordite avait été remplacée par la Cordite MD. Au cours de la Première Guerre mondiale, celle-ci fut à son tour remplacée par un mélange plus facile à produire appelé Cordite RDB.
Jusqu'en 1914 le seul obus disponible était un shrapnel équipé de la fusée à double effet no 80 « Time & Percussion » (chronométrique et percutante), basée sur un modèle Krupps. Comme la plupart de celles de la Première Guerre mondiale, la fusée no 80 était une fusée à ignition : elle brûlait de la poudre à une vitesse connue avant de déclencher l'explosion d'une petite charge qui ouvrait l'obus et projetait son contenu vers l'avant, formant un cône de balles efficace jusqu'à 275 m. Cette fusée était conçue pour pouvoir se déclencher à moins de 46 m de la sortie du canon, s'il était nécessaire de tirer à très courte distance. Les explosions des shrapnels étaient difficiles à voir et après plusieurs expériences on ajouta des pastilles de poudre à canon dans le tube entre la fusée et la petite charge située à la base de l'obus, de façon à émettre un peu de fumée (cela avait aussi l'avantage d'élargir le cône d'éjection des balles).
Un obus éclairant muni d'une fusée chronométrique (no 25) avait été créé, mais il fut peu distribué aux batteries.

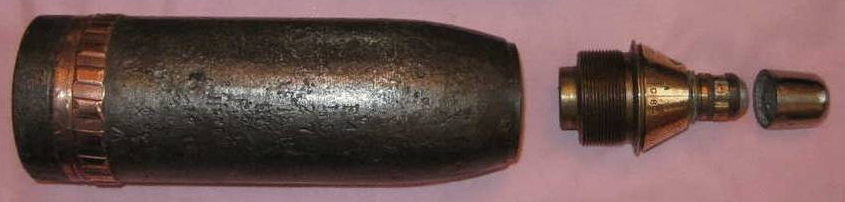
Obus HE avec fusée no 106 et son capuchon (retiré avant le tir). Cet obus a été tiré : il est séparé de sa douille et porte les marques des rayures du canon à sa base.

Les essais d'avant guerre avec les obus HE (High Eplosive) avaient été peu concluants. Cependant le premier mois de la guerre montra qu'ils étaient nécessaire et les premiers furent livrés aux batteries en septembre 1914. Comme ils avaient une forme différente de celle des shrapnels, un nouvel obus shrapnel (Mark 2) fut introduit pour assurer leur compatibilité balistique. Ce nouveau shrapnel était plus pointu que le précédent.
En 1914, l'explosif standard des obus HE utilisé par les britanniques était la lyddite, un mélange à base d'acide picrique puissant mais coûteux. On utilisa ensuite le TNT, mais il était également cher, particulièrement sous la forme pure nécessaire dans les obus, c'est pourquoi on adopta finalement l'amatol, un mélange de nitrate d'ammonium et de TNT de basse qualité. Diverses proportions furent utilisées, jusqu'à l'adoption d'un mélange standard de 80 % de nitrate d'ammonium et de 20 % de TNT. Les parois intérieures parallèles de l'obus permettaient de le préparer en blocs qu'il ne restait plus qu'à y faire entrer.

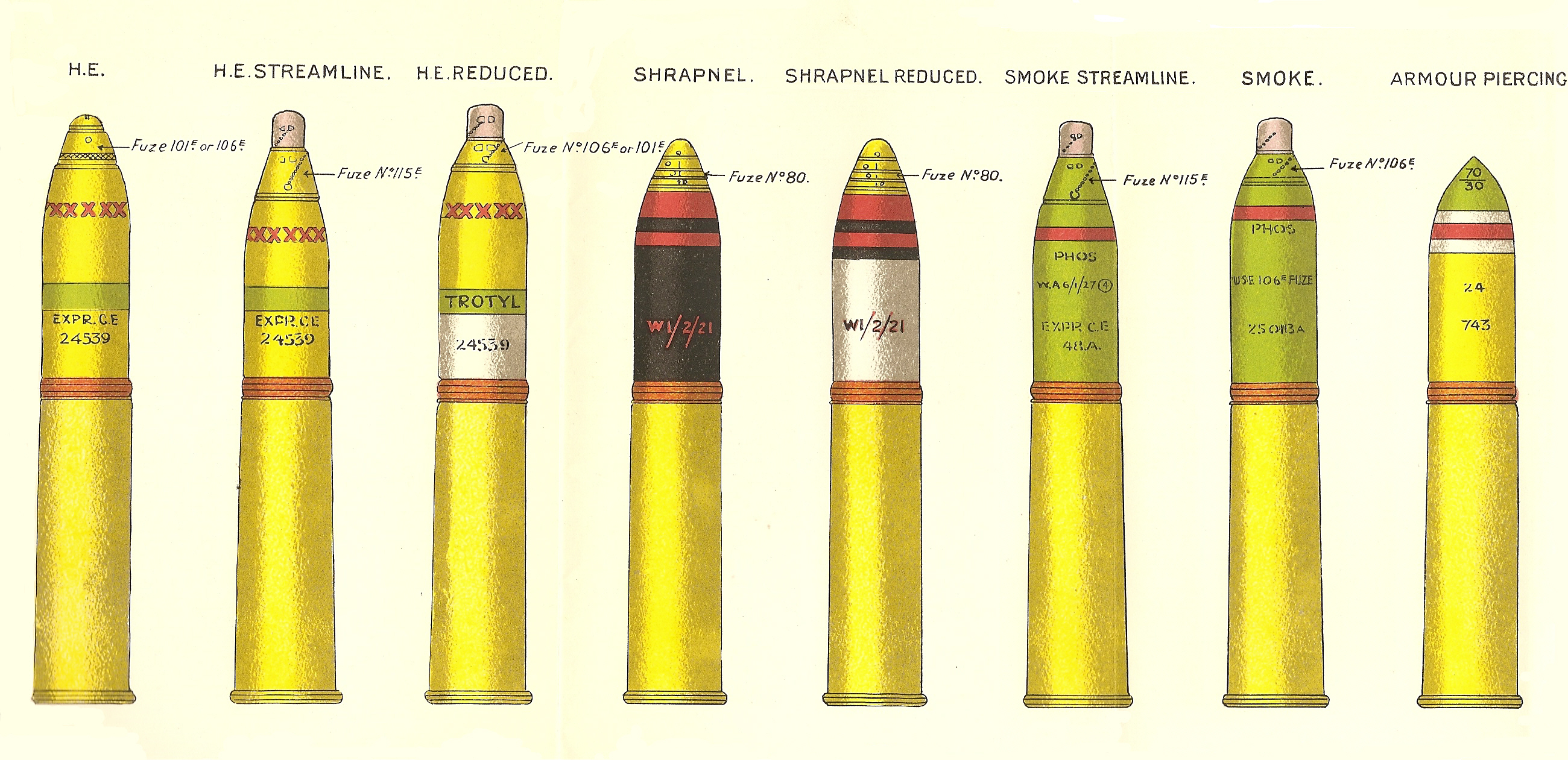
Munitions disponibles en 1939 :
De gauche à droite : obus HE standard, aérodynamique et d'entrainement, 2 shrapnels (dont un d'entrainement), obus fumigènes aérodynamique et standard, obus antiblindage.

D'autres types de munitions furent aussi créées, mais pas aussi largement que pour les obusiers ou les canons plus lourds. Des obus fumigènes au phosphore blanc devinrent disponibles en petites quantités en 1916. En 1918 des obus chimiques et des obus incendiaires furent distribués. Ces derniers ressemblaient à des shrapnels utilisant des pastilles de thermite (un obus incendiaire antiaérien à la poudre noire avait été introduit en 1916 contre les zeppelins).
Après la Première Guerre mondiale, la variété des munitions disponible fut réduite. Un obus HE antiblindage fut introduit, ainsi qu'un nouvel obus HE aérodynamique qui augmentait significativement la portée. Dans les années 1930 fut aussi adopté un nouveau propulseur, la Cordite W.